# 詹圩镇
詹圩镇，是中华人民共和国江西省抚州市东乡区下辖的一个乡镇级行政单位。

## 行政区划
詹圩镇下辖以下地区：
詹墟村、李家村、荫岭村、官家村、梅家村、幕塘村、曾家村、铁山村、下马村和东观村。